# 3e armée (États-Unis)
Pour les articles homonymes, voir 3e armée.
La troisième armée des États-Unis (Third United States Army, parfois abrégé TUSA) est aujourd'hui la composante terrestre du US Central Command chargé des opérations militaires américaines dans la zone relevant de ce commandement. Elle est aussi actuellement connue comme l'USARCENT (pour US Army Central Command). Cette armée se charge également d'une partie de l'entraînement de l'US Army.
Sa devise est Tertia Semper Prima (« la troisième, toujours première »).

## Historique de l'unité

### Première Guerre mondiale

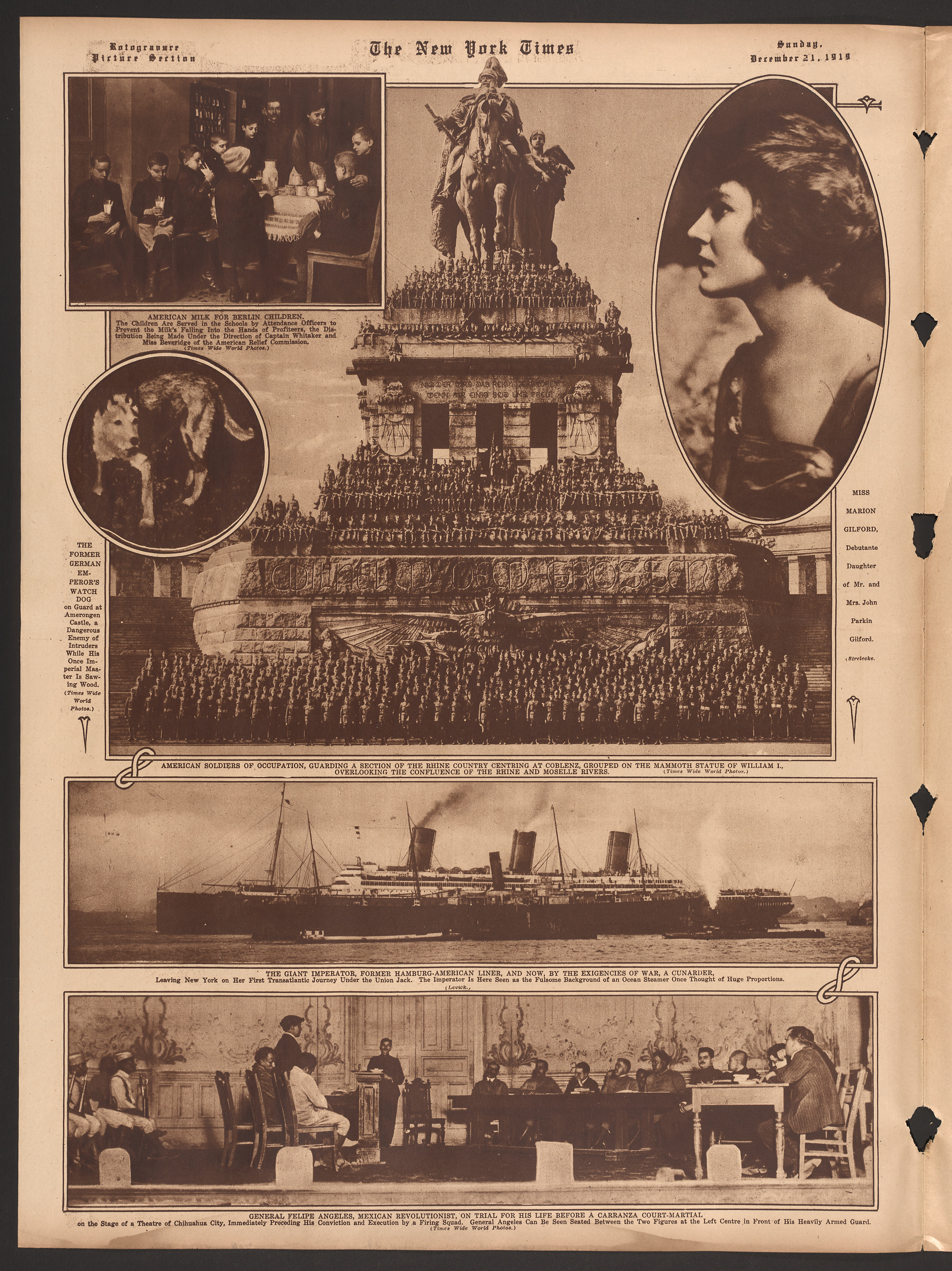
L'armée d'occupation devant le monument de Guillaume du Deutsches Eck et distribution de lait aux enfants allemands par les troupes américaines.

Elle est la première a être activée le 7 novembre 1918 à Chaumont. Après l'armistice elle occupait la Ruhr et Coblence ayant à sa tête le général Dickman. Elle est dissoute le 2 juillet 1919.

### Seconde Guerre mondiale
La 3e armée a participé à la libération de l'Europe pendant la Seconde Guerre mondiale sous le commandement du général George Patton au sein du 12e groupe d'armées des États-Unis. Après la mobilisation, la 3e armée américaine assura la formation d’un très grand nombre de recrues dans les Forces armées américaines. Le lieutenant-général Walter Krueger, plus connu plus tard pour son commandement de la 6e armée dans le Pacifique, commanda la 3e armée de mai 1941 à février 1943. Krueger fut remplacé ensuite par le lieutenant général Hodges. Fin 1943, la 3e armée fut envoyée au Royaume-Uni.
Si la 3e armée n'a pas participé aux premières vagues de l’Opération Overlord, elle fit rapidement ses preuves sur le terrain. Le lieutenant-général George Patton a été l'un des plus grands promoteurs de la guerre de blindés. La 3e armée fut envoyée en France, juste après la percée de Normandie. À peine débarquée sur le sol européen, la 3e armée s’est élancée à travers la France. Par exemple, elle libère Chartres le 16 août 1944, date à laquelle le colonel Welborn Griffith empêche la destruction de la cathédrale de la ville par l'artillerie de la 3e armée. Mais des problèmes de logistique l’arrêtèrent sur la Meuse à l'ouest de Metz, le 1er septembre 1944. Alors que le 8e corps, commandé par le général Middleton, combattait toujours en Bretagne, la campagne de Lorraine allait être meurtrière pour le 20e et le 12e corps d'armée. Ce répit permit aux Allemands de reformer un front cohérent entre les Vosges et la Belgique, en réarmant notamment les forts de Metz et de Thionville.
Après la bataille de Metz et l’enfoncement de cette ligne de défense en Lorraine, les hommes de la 3e armée durent faire face à une nouvelle offensive dans les Ardennes. Il fallut de grands efforts pour réduire le saillant qui résulta de cette offensive hivernale. Fin janvier 1945, Patton réussit toutefois à réduire cette percée, ouvrant la voie aux troupes américaines vers le Rhin. Après la traversée du Rhin, la 3e armée atteignit l’Autriche, participant à la libération des camps de concentration autour de Mauthausen. La 3e armée finit la guerre en Tchécoslovaquie, plus à l'est que toutes les autres unités américaines. Patton voulut continuer jusqu'à Berlin afin de libérer la capitale allemande avant et à la place des Russes. Son idée était de s'opposer à la mainmise sur l'Europe centrale par l'URSS. Mais il ne fut pas suivi par le Gouvernement américain et pour couper court à sa hardiesse légendaire, on stoppa son ravitaillement en carburant.
La 3e armée resta en Europe pour l'occupation militaire de la Zone d'occupation américaine en Allemagne jusqu'en 1947.

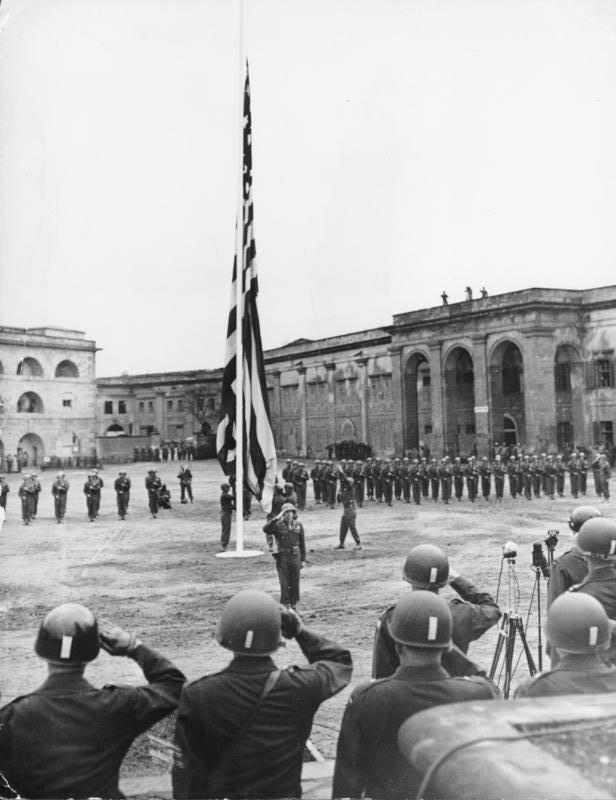
La 3e armée américaine à la forteresse d'Ehrenbreitstein de Coblence (1945).

## Missions actuelles
La 3e armée a dirigé l'offensive terrestre de l'opération Tempête du désert où elle a déployé en janvier 1991 un total de 333 565 militaires américains et alliés, l'invasion de l'Afghanistan en 2001, et l'invasion de l'Irak en 2003.